# ظاهرة بلاشكو
ظاهرة بلاشكو (Blazhko effect) هي عبارة عن التغيير الدوري المتعدد الذي يحدث في معظم نجوم -RR- السلياق من حيث شكل المنحنى الضوئي ودورة التغيير، وقد سميت هذه الظاهرة باسم العالم الفلكي السوفيتي سيرجي نيكولايفتش بلاشكي المولود في عام 1870.